# Campionati europei di atletica leggera indoor 2021 - 3000 metri piani maschili
La gara dei 3000 metri piani maschili ai campionati europei di atletica leggera indoor di Toruń 2021 si è svolta il 6 e 7 marzo 2021 presso l'Arena Toruń.

## Podio
| Pos.    | Atleta             | Nazionalità |
| ------- | ------------------ | ----------- |
| Oro     | Jakob Ingebrigtsen | Norvegia    |
| Argento | Isaac Kimeli       | Belgio      |
| Bronzo  | Adel Mechaal       | Spagna      |

## Record
| Record                | Record         | Record  | Record                 | Record           |
| --------------------- | -------------- | ------- | ---------------------- | ---------------- |
| Record mondiale       | Daniel Komen   | 7'24"90 | Budapest, Ungheria     | 6 febbraio 1998  |
| Record europeo        | Sergio Sánchez | 7'32"41 | Valencia, Spagna       | 13 febbraio 2010 |
| Record dei campionati | Ali Kaya       | 7'38"42 | Praga, Repubblica Ceca | 7 marzo 2015     |

## Programma
| Data         | Ora   | Turno    |
| ------------ | ----- | -------- |
| 6 marzo 2021 | 11:25 | Batterie |
| 7 marzo 2021 | 17:52 | Finale   |

## Risultati

### Batterie
Qualificazione: I primi tre di ogni batteria (Q) e gli ulteriori tre migliori atleti (q) avanzano alle semifinali
| Posizione | Batteria | Atleta                     | Nazionalità | Tempo   | Note                          |
| --------- | -------- | -------------------------- | ----------- | ------- | ----------------------------- |
| 1         | 2        | Andrew Butchart            | Regno Unito | 7'46"46 | Q                             |
| 2         | 2        | Adel Mechaal               | Spagna      | 7'46"52 | Q                             |
| 3         | 2        | Robin Hendrix              | Belgio      | 7'46"76 | Q                             |
| 4         | 2        | Hugo Hay                   | Francia     | 7'47"30 | q                             |
| 5         | 2        | Seán Tobin                 | Irlanda     | 7'47"71 | q                             |
| 6         | 2        | Marcel Fehr                | Germania    | 7'48"06 | q                             |
| 7         | 3        | Jimmy Gressier             | Francia     | 7'48"93 | Q                             |
| 8         | 3        | Isaac Kimeli               | Belgio      | 7'49"46 | Q                             |
| 9         | 3        | Jakob Ingebrigtsen         | Norvegia    | 7'49"52 | Q                             |
| 10        | 3        | Mike Foppen                | Paesi Bassi | 7'49"99 |                               |
| 11        | 3        | Phil Sesemann              | Regno Unito | 7'51"70 |                               |
| 12        | 2        | Andreas Vojta              | Austria     | 7'53"07 |                               |
| 13        | 3        | Samuel Barata              | Portogallo  | 7'53"39 | Miglior prestazione personale |
| 14        | 1        | Mohamed Katir              | Spagna      | 7'54"95 | Q                             |
| 15        | 1        | Narve Gilje Nordås         | Norvegia    | 7'55"03 | Q                             |
| 16        | 1        | Jack Rowe                  | Regno Unito | 7'55"67 | Q                             |
| 17        | 1        | Djilali Bedrani            | Francia     | 7'55"76 |                               |
| 18        | 3        | Brian Fay                  | Irlanda     | 7'56"13 |                               |
| 19        | 2        | Joel Ibler Lillesø         | Danimarca   | 7'56"30 |                               |
| 20        | 1        | Yassin Bouih               | Italia      | 7'56"66 |                               |
| 21        | 1        | Jonas Raess                | Svizzera    | 7'57"37 |                               |
| 22        | 2        | Isaac Nader                | Portogallo  | 7'58"10 |                               |
| 23        | 3        | Gonzalo García             | Spagna      | 7'59"09 |                               |
| 24        | 2        | Bjørnar Sandnes Lillefosse | Norvegia    | 8'02"00 |                               |
| 25        | 3        | Mikkel Dahl-Jessen         | Danimarca   | 8'03"50 |                               |
| 26        | 3        | Jonatan Fridolfsson        | Svezia      | 8'03"87 |                               |
| 27        | 1        | John Travers               | Irlanda     | 8'05"96 |                               |
| 28        | 1        | Jakob Dybdal Abrahamsen    | Danimarca   | 8'08"04 |                               |
| 29        | 2        | John Foitzik               | Svezia      | 8'08"63 |                               |
| 30        | 1        | Vidar Johansson            | Svezia      | 8'20"21 |                               |
| 31        | 3        | Abdurrahman Gediklioğlu    | Turchia     | 8'23"82 |                               |
|           | 1        | John Heymans               | Belgio      | dq      |                               |

### Finale
| Posizione | Atleta             | Nazionalità | Tempo   | Note                                     |
| --------- | ------------------ | ----------- | ------- | ---------------------------------------- |
| Oro       | Jakob Ingebrigtsen | Norvegia    | 7'48"20 | Miglior prestazione personale            |
| Argento   | Isaac Kimeli       | Belgio      | 7'49"41 |                                          |
| Bronzo    | Adel Mechaal       | Spagna      | 7'49"47 |                                          |
| 4         | Mohamed Katir      | Spagna      | 7'49"72 |                                          |
| 5         | Narve Gilje Nordås | Norvegia    | 7'50"21 | Miglior prestazione personale            |
| 6         | Hugo Hay           | Francia     | 7'51"82 |                                          |
| 7         | Andrew Butchart    | Regno Unito | 7'52"15 |                                          |
| 8         | Jimmy Gressier     | Francia     | 7'52"43 |                                          |
| 9         | Jack Rowe          | Regno Unito | 7'53"47 | Miglior prestazione personale stagionale |
| 10        | Marcel Fehr        | Germania    | 7'54"48 |                                          |
| 11        | Seán Tobin         | Irlanda     | 7'58"11 |                                          |
| 12        | Robin Hendrix      | Belgio      | 7'59"86 |                                          |